# Oulad Tayeb
Oulad Tayeb (arabiska: اولاد الطيب) är en ort i Marocko, som i folkräkningen räknas som stad i landskommunen med samma namn. Den ligger i prefekturen Fès och regionen Fès-Meknès, 170 km öster om huvudstaden Rabat. Antalet invånare var 14 187 vid folkräkningen 2014.